# Воля-Студзенська
Воля-Студзенська (пол. Wola Studzieńska) — село в Польщі, у гміні Батож Янівського повіту Люблінського воєводства.
Населення — 83 особи (2011).
У 1975-1998 роках село належало до Тарнобжезького воєводства.

## Демографія
Демографічна структура станом на 31 березня 2011 року:
|          | Загалом | Допрацездатний вік | Працездатний вік | Постпрацездатний вік |
| -------- | ------- | ------------------ | ---------------- | -------------------- |
| Чоловіки | 46      | 5                  | 35               | 6                    |
| Жінки    | 37      | 7                  | 15               | 15                   |
| Разом    | 83      | 12                 | 50               | 21                   |